# Naxa seriaria
Naxa seriaria är en fjärilsart som beskrevs av Victor Ivanovitsch Motschulsky 1866. Naxa seriaria ingår i släktet Naxa och familjen mätare. Inga underarter finns listade i Catalogue of Life.